# Estádio do Zimpeto
Het Estádio do Zimpeto is een voetbalstadion in de Mozambikaanse stad Maputo. Het stadion ligt in de wijk Zimpeto van die stad. 
Het stadion kan voor verschillende activiteiten worden gebruikt, meestal is dat voetbal. Het stadion werd ook gebruikt bij de Afrikaanse Spelen van 2011. Op dat toernooi werd onder andere de finale gespeeld tussen Zuid-Afrika en Ghana op het mannentoernooi. Ook werd het stadion gebruikt voor de Lusophony Games in 2017. 
Het stadion werd gebouwd met geld van de Chinese overheid.